# پاترئون
پاترئون یا پاتریون (به انگلیسی: Patreon) یک سکو عضویت آمریکایی است که برای محتواسازان، از طریق ابزارهای تجاری، یک سرویس اشتراک فراهم می‌کند. تولیدکنندگان و هنرمندان با ارائه محتوا به مشترکان خود، درآمد ماهانه کسب می‌کنند. پاترئون علاوه بر هزینه پردازش پرداخت، ۵ تا ۱۲ درصد از درآمد ماهانه سازندگان را به عنوان کمیسیون دریافت می‌کند.
پاترئون توسط کاربران سازندهٔ ویدئو در یوتیوب، هنرمندان وب‌کامیک، نویسندگان، سازندگان پادکستها، نوازندگان، سازندگان محتوای بزرگسال و سایر دسته‌های سازندگان که به‌طور منظم محتوا ارسال می‌کنند، استفاده می‌شود. پاترئون به هنرمندان اجازه می‌دهد که به‌طور مستقیم از طرفدارانشان یا مراجعان خود، بودجه دریافت کنند. این شرکت توسط یک موسیقی‌دان به اسم جک کنته و یک توسعه دهنده به اسم سم یام در سال ۲۰۱۳ تأسیس شد دفتر اصلی این شرکت در سان فرانسیسکو مستقر است.

## تاریخچه

لوگوی مورد استفاده از مه ۲۰۱۳ تا ژوئن ۲۰۱۷

پاترئون در ماه مه ۲۰۱۳ توسط سم یام و جک کانته تأسیس شد جک کانته به دنبال راهی برای گذران زندگی از طریق فیلم‌های یوتیوب خود بود. او به همراه سم یام بستری را ایجاد کرد تا به «حامیان» اجازه می‌دهد هر زمان که یک هنرمند اثر هنری خلق کرد، مبلغ مشخصی را پرداخت کنند. این شرکت در اوت ۲۰۱۳ مبلغ ۲٫۱ میلیون دلار از گروه سرمایه‌گذاری خطرپذیر و سرمایه‌گذار فرشته جمع‌آوری کرد. در ژوئن ۲۰۱۴، پاترئون ۱۵ میلیون دلار بیشتر نیز جمع‌آوری کرد. در ژانویه ۲۰۱۶، دارایی شرکت به ۴۷٫۱ میلیون دلار رسید.
آنان در ۱۸ ماه اول بیش از ۱۲۵۰۰۰ «مشتری» ثبت نام کردند. در اواخر سال ۲۰۱۴، پاترئون اعلام کرد که مشتریان بیش از ۱٬۰۰۰٬۰۰۰ دلار در ماه برای سازندگان محتوا، ارسال می‌کنند.
در اکتبر ۲۰۱۵، این سایت با تقریباً ۱۵ گیگابایت داده رمز عبور، سوابق اهدا و کد منبع، هدف یک حمله سایبری بزرگ قرار گرفت. این اتفاق، بیش از ۲٫۳ میلیون آدرس ایمیل منحصر به فرد و میلیون‌ها پیام خصوصی را در معرض دید قرار داد به دنبال این حمله، برخی از مشتریان، ایمیل‌های باج‌گیری دریافت کردند که در ازای محافظت از اطلاعات شخصی خود، درخواست پرداخت بیت کوین را داشتند.
در ژانویه ۲۰۱۷، پاترئون اعلام کرد که از بدو تأسیس بیش از ۱۰۰٬۰۰۰٬۰۰۰ دلار برای سازندگان ارسال کرده است.
در ماه مه ۲۰۱۷، پاترئون اعلام کرد که بیش از ۵۰٬۰۰۰ سازنده فعال و ۱ میلیون مشتری ماهانه دارد و در صدد ارسال بیش از ۱۵۰ میلیون دلار برای سازندگان در سال ۲۰۱۷ است.

## مدل کسب و کار
محتواسازان پاترئون بر اساس نوع محتوا مثل ویدئو / فیلم، پادکست، کمدی، کمیک، بازی و آموزش، گروه‌بندی می‌شوند. سازندگان محتوا صفحه‌ای را در وب سایت پاترئون راه‌اندازی می‌کنند که مراجعان می‌توانند ماهانه مبلغ مشخصی را به یک سازنده پرداخت کنند. در غیر این صورت، سازندگان محتوا می‌توانند صفحه خود را به گونه‌ای پیکربندی کنند که مشتریان به ازای هر محتوای جدید که منتشر می‌شود، هزینه پرداخت کنند. معمولاً، محتوا ساز یک هدف را تعیین می‌کند که درآمد جاری به سمت آن خواهد رفت و می‌تواند حداکثر میزان دریافتی در ماه را تعیین کند. مشتریان می‌توانند در هر زمان، پرداخت خود را لغو کنند. بسته به مبلغی که کاربر می‌پردازد، محتوا ساز معمولاً مزایای عضویت را به‌صورت محتوای اختصاصی مانند ڧ کارها را برای مشتریان خود فراهم می‌کند.
مشتریان می‌توانند ردیف‌های پولی را باز کنند که دریافت نوعی محتوا یا محتوایی خاص، بیشتر شود. برخی از محتواسازان در پاترئون یوتیوبر هستند. اگرچه فیلم‌های یوتیوب در دسترس عموم قرار دارد ولی مشتریان در ازای کمک به یوتیوبر در پاترئون، می‌توانند محتوای اختصاصی را به صورت خصوصی دریافت کنند. پاترئون در مورد تعهدات ۵٪ کمیسیون می‌گیرد. تا تاریخ مه ۲۰۱۷، میانگین تعهد برای هر مشتری حدود ۱۲ دلار بود.
تا فوریه ۲۰۱۴، تقریباً نیمی از هنرمندان در پاترئون فیلم‌های یوتیوب تولید می‌کنند، در حالی که بقیه بیشتر، نویسندگان، هنرمندان وب‌کامیک، نوازندگان یا پادکست هستند. در دسامبر ۲۰۱۶، پاترئون اجازه داد تا محتوای شامل برهنگی منتشر شود ولی اگر محتوا پورنوگرافی تلقی شود یا خشونت جنسی را تجلیل کند، دسترسی محتوا ساز به سایت مسدود می‌شود.
برخلاف سایر سکوهای آنلاین مثل یوتیوب و فیس‌بوک، که از الگوریتم‌های آموزش دیده مثل ربات‌ها برای شناسایی محتوای نامناسب استفاده می‌کنند، تیم اعتماد و ایمنی پاترئون، کاربران را کنترل کرده و شکایات مربوط به نقض شرایط و مقررات را بررسی می‌کند.

## تغییر شرایط خدمات
در سال ۲۰۱۸، پاترئون به سرکوب فیلم‌های ASMR (ای‌اس‌ام‌آر) متهم شد.
در ۲۴ اکتبر سال ۲۰۲۰، پاترئون اعلام کرد همه حساب‌هایی که «اطلاعات نادرستی جهت ترویج و تأیید نظریه توطئه کیوانان منتشر می‌کنند» را ممنوع می‌کند.

### محتوای بزرگسالان
در ژوئیه ۲۰۱۶، پاترئون از طریق ایمیل به سازندگان محتوا، تغییراتی را برای محتواسازان بزرگ‌سال اعلام کرد. کسانی که در دسته «نامناسب برای کار» در پاترئون کار می‌کنند، می‌توانند از طریق Braintree زیرمجموعه پی‌پل پرداخت را بپذیرند. با این حال، در اکتبر ۲۰۱۷، پاترئون موضع خود در مورد محتوای «نامناسب برای کار» را برگرداند و محدودیت‌های جدیدی را ایجاد کرد. آنها نسخه گسترده‌ای از دستورالعمل‌های انجمن را منتشر کردند و باعث واکنش برخی محتواسازان بزرگسال شد. در اعتراض به این تغییرات ۱۸۰۰ امضا جمع شد که پاسخ جک کنته را به همراه داشت.
در ژوئن ۲۰۱۸، پاترئون شروع به مسدود کردن برخی از سازندگان محتوای بزرگسالان نمود.